# こけてぃっしゅ
「こけてぃっしゅ」は、1977年に発表された太田裕美の6枚目のアルバム。

## 解説
- シングルとして発表された「恋愛遊戯」が収録されている。のちに「九月の雨」もシングルカットされた。
- フォーク色の強い前作から変わって、ウエストコーストサウンドやフュージョンを意識した、シティ・ポップスに仕上がっている。

## 収録曲
全曲、作詩：松本隆、作曲：筒美京平。
A面：Girl Side
1. 夏風通信
  - 編曲：萩田光雄
2. レインボー・シティー・ライト
  - 編曲：萩田光雄
3. 心象風景
  - 編集：萩田光雄
  - 8thシングル「恋愛遊戯」のB面
4. 自然に愛して
  - 編曲：萩田光雄
5. 太陽写真
  - 編曲：筒美京平

B面：Lady Side
1. 恋愛遊戯
  - 編曲：萩田光雄
  - 8枚目のシングル
2. トライアングル・ラブ
  - 編曲：萩田光雄
3. ロンドン街便り
  - 編曲：萩田光雄
4. 暗くなるまで待って
  - 編曲：萩田光雄
5. 九月の雨
  - 編曲：筒美京平
  - 9枚目のシングル

## 発売履歴
| 発売日        | レーベル           | 規格      | 規格品番  | 備考                |
| ------------- | ------------------ | --------- | --------- | ------------------- |
| 1977年7月1日  | CBSソニー          | LP        | 25AH-226  |                     |
| 1977年7月1日  | アポロン           | CT        | KSF-1056  |                     |
| 1977年7月1日  | アポロン           | 8トラック | GSF-1052  |                     |
| 1978年        | Epic               | LP        | 144332    | ブラジルでの発売。  |
| 1991年9月15日 | ソニーミュージック | CD        | SRCL-2080 | CD選書。            |
| 2016年7月19日 | Stereo Sound       | SACD      | SSMS-013  |                     |
| 2017年4月26日 |                    | 配信      |           | FLAC｜96.0kHz/24bit |